# Desmeknopp
Desmeknopp (Adoxa moschatellina) är en liten ört, spenslig, mjuk och tunnbladig. Den spirar tidigt (april, maj), är lätt att förbise och förgår snart. Den växer i lös mylla (lövjord) i skogsbryn och lundar, vida utbredd i Europa, norra Asien och Nordamerika, i Norden på många ställen i södra och mellersta Sverige, men mera sparsamt i Norge och Finland. 
Under jordytan består den av trådsmala horisontaljordstammar av utlöparenatur med fjällika blad. Dess ovanjordiska del är ett enda (eller några få) blad från jordstammen samt den spensliga stjälken med ett enda (eller några få) blad från jordstammen samt ett enda bladpar och ett litet runt blomhuvud av grön färg. Efter blomningen böjer sig stjälkspetsen nedåt i en skarp krök, och fruktställningen döljer sig under bladen. Blommorna är dimorfa (av två former), den toppställda är 4-talig (med 8 eller egentligen 4 kluvna ståndare), de sidoställda blommorna är alla 5-taliga (med 5 kluvna, alltså 10 ståndare). Efter Linnés föredöme brukar denna växt emellertid räknas till klass 8 i det så kallade sexualsystemet. Det svenska namnet och det vetenskapliga artnamnet syftar på örtens och i synnerhet blommornas svaga mysklukt.